# Rey (udde i Antarktis, lat -66,61, long -66,42)
Rey är en udde i Antarktis. Den ligger i Västantarktis. Argentina, Chile och Storbritannien gör anspråk på området.
Terrängen inåt land är varierad. Havet är nära Rey åt nordväst. Trakten är obefolkad. Det finns inga samhällen i närheten. 